# Phyllanthus liebmannianus
Phyllanthus liebmannianus är en emblikaväxtart som beskrevs av Johannes Müller Argoviensis. Phyllanthus liebmannianus ingår i släktet Phyllanthus och familjen emblikaväxter.

## Underarter
Arten delas in i följande underarter:
- P. l. liebmannianus
- P. l. platylepis